# Les Avants
Les Avants ist ein Ort in der Gemeinde Montreux im Schweizer Kanton Waadt.

## Lage
Der Ort liegt etwa 3 km nordöstlich des Genfersees oberhalb von Montreux auf einer Höhe von etwa 1000 m in den Waadtländer Voralpen. Um den Ort herum im Uhrzeigersinn liegen im Norden der Berg Le Folly (1730 m), der Pass La Forcla (1622 m) und der Le Molard (1751 m). Nordöstlich liegen der Col de Soladier (1576 m) und die Cape au Moine (1941 m). Südlich davon liegt die Dent de Jaman (1875 m) und dazwischen der Col de Jaman (1512 m), zu dem von Les Avants eine Strasse über Jor Richtung Osten führt. Über diese kontinentale Wasserscheide zwischen Rhein und Rhone gelangt man jedoch nur zu Fuss oder mit dem Fahrrad ins Tal des Hongrin, der in die Saane mündet. Westlich liegt der Berg Le Cubly (1188 m). Die südwestliche Route des Narcisses führt nach Chamby, weitere Strassen führen in die südlich gelegenen Ortsteile Glion und Caux.
Les Avants verfügt seit 1901 über einen Bahnhof der Montreux-Berner Oberland-Bahn (MOB) an der Bahnstrecke Montreux–Lenk im Simmental. Die südwestliche Nachbarstation ist Sendy-Sollard, gen Osten führt die erst 1903 eröffnete Strecke über Jor und den Jaman-Tunnel unter dem gleichnamigen Pass Richtung Les Cases und Montbovon.
Bei Les Avants mündet der Wildbach Ruisseau de la Bergière in die Baye de Montreux. Les Avants liegt im südwestlichen Zipfel des Parc naturel régional Gruyère Pays-d’Enhaut, ein Park von nationaler Bedeutung.

## Namensherkunft
Der Name Les Avants stammt aus dem heute nahezu ausgestorbenen lokalen Dialekt des Schweizer Französisch. Es ist die Mehrzahl von »avan«, was Sal-Weide oder Binsen bezeichnet. Diese Pflanzen wachsen gut in den Feuchtgebieten oberhalb der Schicht aus undurchlässiger lehmiger Moräne eines Gletschers, der das Tal der Baye de Montreux um 10.000 v. Chr. ausfüllte. Der heute ungebräuchliche deutsche Name war Schafmatten.

## Geschichte

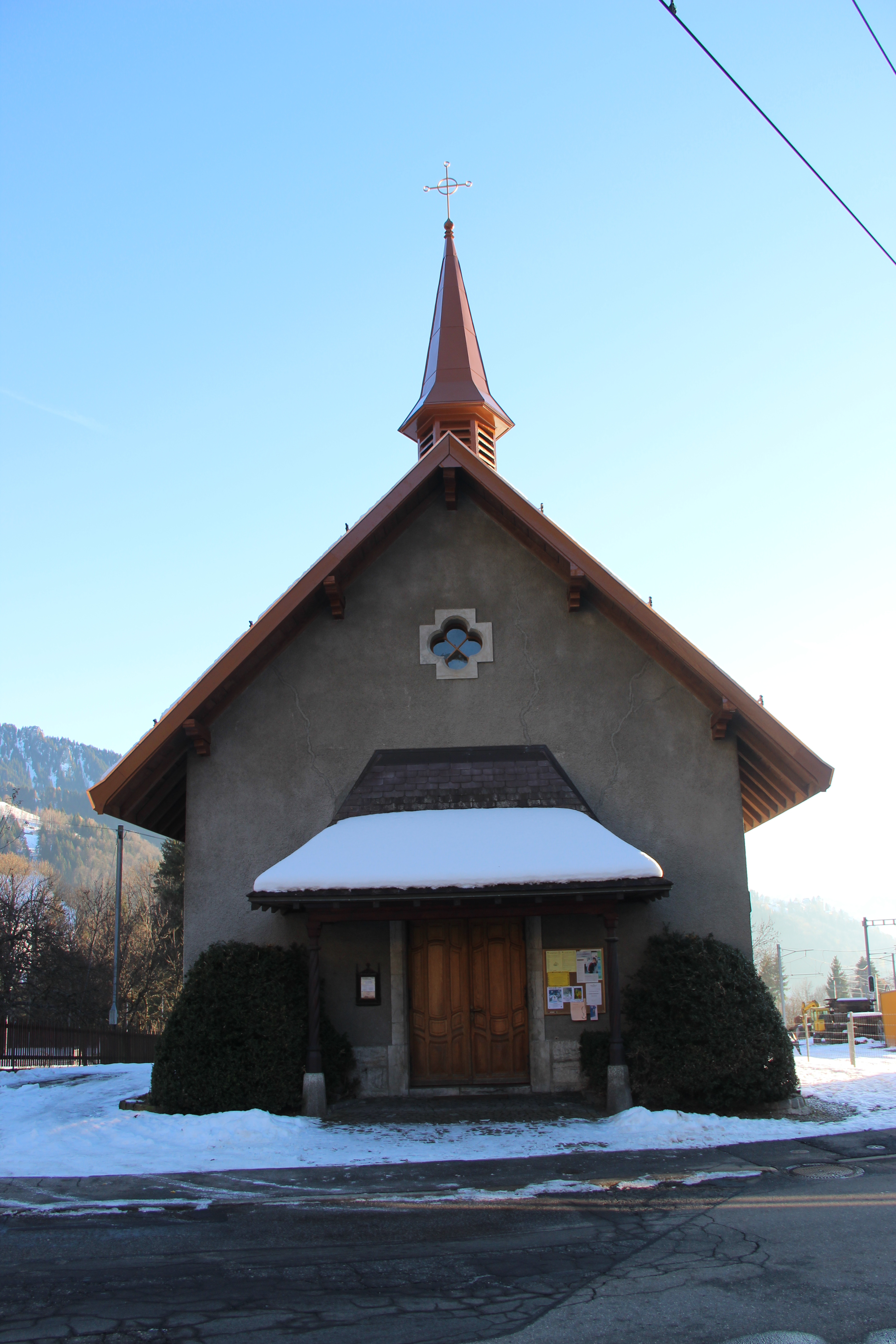
Evangelische Kapelle von Les Avants

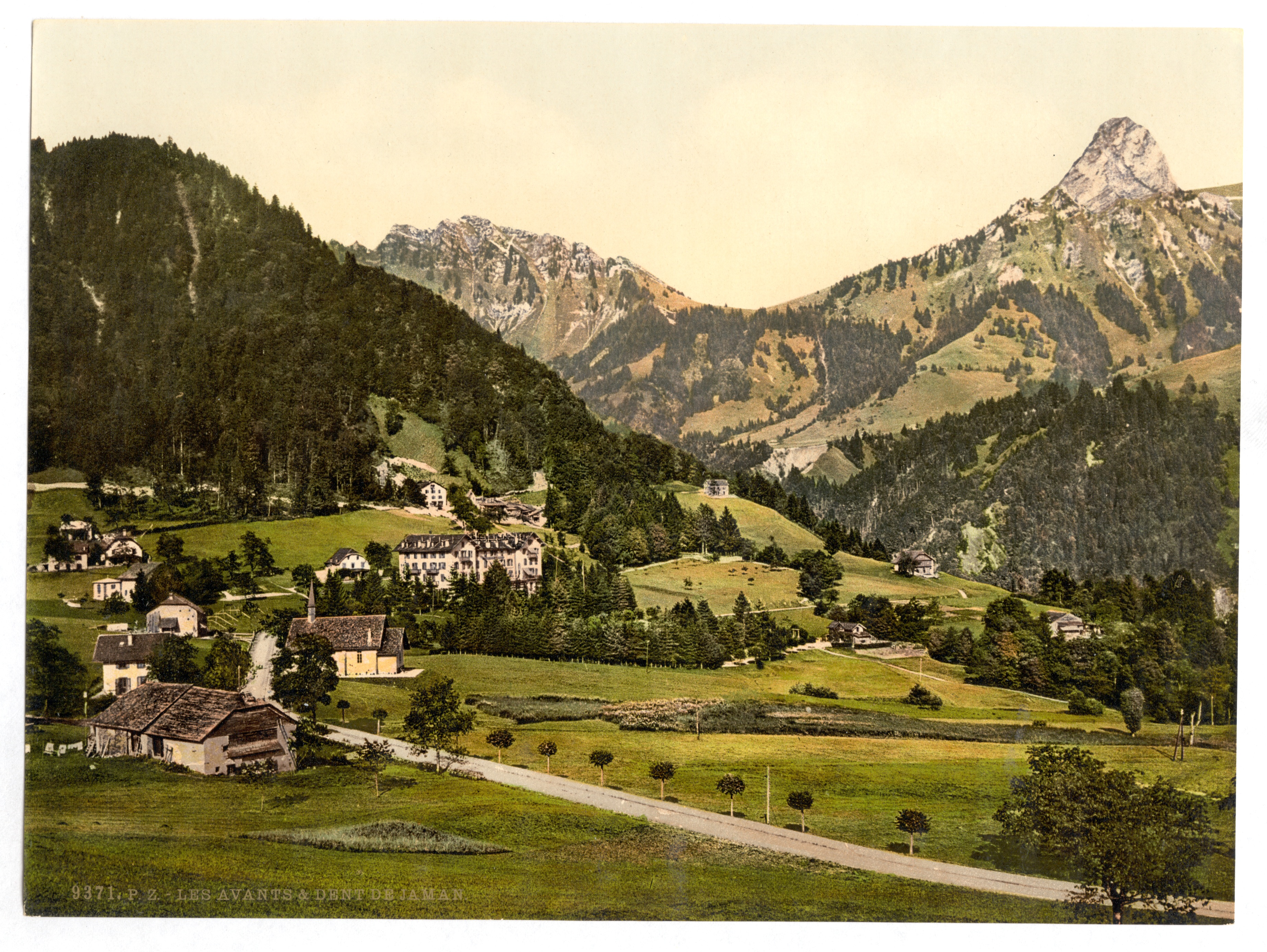
Rechts die Dent de Jaman, Photochromdruck, veröffentlicht 1905

Luftbild (1948)

Im Jahr 1837 bestand der vor allem im Sommer bewohnte Weiler aus einigen Häusern und einer von Jean-Louis Dufour eröffneten Herberge. Auf dem Saumpfad über den Col de Jaman wurde seit dem Mittelalter u. a. Greyerzer Käse aus Intyamon und dem Pays-d’Enhaut zu den Städten und Häfen am Genfersee transportiert. Um das Jahr 1850 entwickelte sich um Montreux der Tourismus. Die «Waadtländer Riviera» zeichnete sich durch ein gemässigtes Klima und die Lage zwischen Genfersee und Freiburger Alpen aus. 1852 wurde eine Strasse nach Les Avants gebaut. Während die nahe dem See gelegenen Ortsteile einen starken Zuwachs an Hotels wie das Grand Hôtel de Caux, das Hotel Caux Palace oder das Hotel Victoria in Glion erfuhren, siedelten sich in den alten Winzerdörfern auf den Hügeln zunächst nur einzelne Pensionen an. Im hochgelegenen Bergdorf Les Avants wurde von 1873 bis 1874 das Grand Hôtel mit Rauchstube, Telegraph sowie heissen und kalten Bädern erbaut. Dies sorgte für einen Tourismusboom, und ab 1877 war das Hotel ganzjährig geöffnet. Im gleichen Jahr eröffnete eine evangelische Kapelle.
Bis zum Ende des 19. Jahrhunderts kamen das Hôtel Jaman sowie weitere Residenzen hinzu. 1900 wurde die Strasse über den Col de Sonloup nach Villard eröffnet. Zu dieser Zeit hatte Les Avants rund 50 Einwohner. 1901 wurde Les Avants durch die Montreux-Berner Oberland-Bahn (MOB) an das Schienennetz nach Montreux angeschlossen, zwei Jahre später wurde die Strecke bis Montbovon fortgesetzt. Eine katholische Kirche wurde 1909 eröffnet, und im Folgejahr die Standseilbahn Les Avants–Sonloup vom Bahnhof auf 974 m zur auf 1156 m gelegenen Bergstation im Ortsteil Sonloup. Weitere Projekte wie eine Seilbahn zum Berg Le Cubly oder eine Adhäsionsbahn zum Gipfel des Moléson über den Col de Sonloup und den Col de Soladier wurden nicht verwirklicht. Dafür entstand ein Bahnhofbuffet und eine Poststelle. 1914 bestand Les Avants aus 60 Gebäuden.
Ab 1880 gab es ein Eisfeld und Schlittelbahnen, ab 1895 einen Rodelclub und die ersten Wintersportkämpfe für die ausländischen Gäste, sowie ab 1902 einen Club für Lawn Tennis. Der Wintersport wie Rodeln, Schlittschuhlaufen und Ski gewann an Attraktivität, es gab eine Abfahrtspiste am Cubly und eine Sprungschanze in Orgevaux. Insbesondere beim Eishockey hatte der Ort eine Pionierrolle. Auf einem zugefrorenen See wurden die Eishockey-Europameisterschaft 1910 als erstes offizielles internationales Turnier für Nationalmannschaften überhaupt sowie das Eishockeyturnier in Les Avants 1911 und 1914 ausgetragen. Der Hockey Club Les Avants gewann in der Saison 1911/12 und 1912/13 die Schweizer Eishockeymeisterschaft, sowie die Internationale Schweizer Eishockeymeisterschaft 1916/17. Spätere Spieler des Clubs waren u. a. Louis Dufour und Max Sillig. Außerdem wurden in Les Avants auf einer sieben Kilometer langen Piste zwischen Sonloup und Chamby Bob- und Rodelrennen ausgetragen. Zogen zunächst Pferde jeweils acht Bobschlitten den Berg hinauf, übernahm den Transport ab 1910 die Standseilbahn. Les Avants und das benachbarte Caux gehörten zu den bekanntesten Winterkurorten der Schweiz und wetteiferten mit Davos und St. Moritz. Im Sommer gab es ab 1905 Bergrennen mit Automobilen und Motorrädern, die in Montreux starteten.
Nach dem Ersten Weltkrieg spielten die in den Bergen gelegenen Orte eine wichtige Rolle für das Renommée der Region um Montreux, beispielsweise mit Wintersport und der Fête des Narcisses im Frühling. Ernest Hemingway fuhr 1923 im Bob die Piste herunter und verarbeitete einige seiner Erlebnisse als Gast in der Region in seinem Buch In einem andern Land. In einem Brief schreibt er über Chamby und Les Avants:

“I figure it’s the finest place in the world.”

„Ich denke, es ist der schönste Ort der Welt.“

Nach dem Zweiten Weltkrieg war die wirtschaftliche Situation in der ganzen Region problematisch, dazu kamen einige Winter mit Schneemangel. Das Hôtel de Jaman wurde 1945 abgerissen und das Hôtel des Sports geschlossen. Das Grand Hôtel war bereits 1938 in eine internationale Mädchenschule umgewandelt worden, die bis 1975 Bestand hatte. 1989 wurde dort unter neuer Führung wieder eine Mädchenschule eröffnet. Les Avants gehörte zur Gemeinde Le Châtelard, bis diese 1962 mit Les Planches zur Gemeinde Montreux fusionierte.
Heute hat Les Avants etwa 450 Einwohner. Es dient als Ausgangspunkt für Wanderungen in die Freiburger Voralpen, bekannt ist es für die Anfang Mai blühenden Narzissenfelder. In Les Avants befindet sich der «Narzissenweg» und der Endpunkt des «Käsewegs» des Parc naturel régional Gruyère Pays-d’Enhaut. Im Winter wird Skilanglauf, Alpinski, Schneeschuhwandern und Tourenski betrieben. Auf der 515 m langen Strecke der Standseilbahn zwischen Bahnhof und Sonloup verkehren zwei Wagen, die je 40 Personen in 6 Minuten befördern können. Bis 2012 wurde die bis zu 54 % steile Meterspurbahn vom Stellwerk im Bahnhof bedient. Seitdem ist der Bahnhof ferngesteuert und die als Kulturgut geschützte Standseilbahn fährt automatisch. Die 2,5 km lange Strasse von der Berg- zur Talstation der Standseilbahn wird im Winter für Fahrzeuge gesperrt und in eine Rodelbahn verwandelt. Seit 2003 wird auf der Strecke im Herbst das Freeride-Event Bukolik für Rollsportler veranstaltet, die mit Inlineskates, Skateboards oder Gravity Bikes in «wahnwitzigem Tempo» mit bis zu 90 Kilometern pro Stunde den Berg herunterfahren.

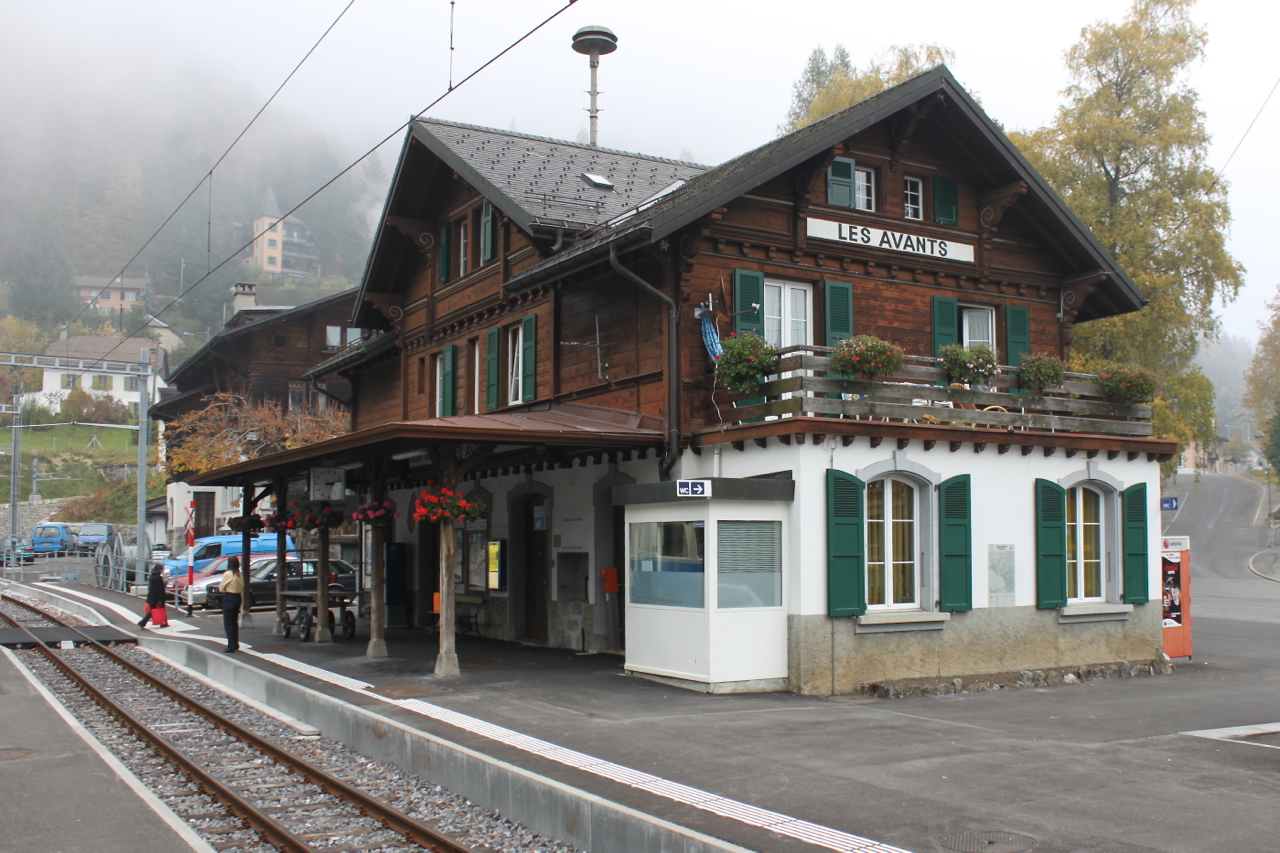
Bahnhof Les Avants, 2009
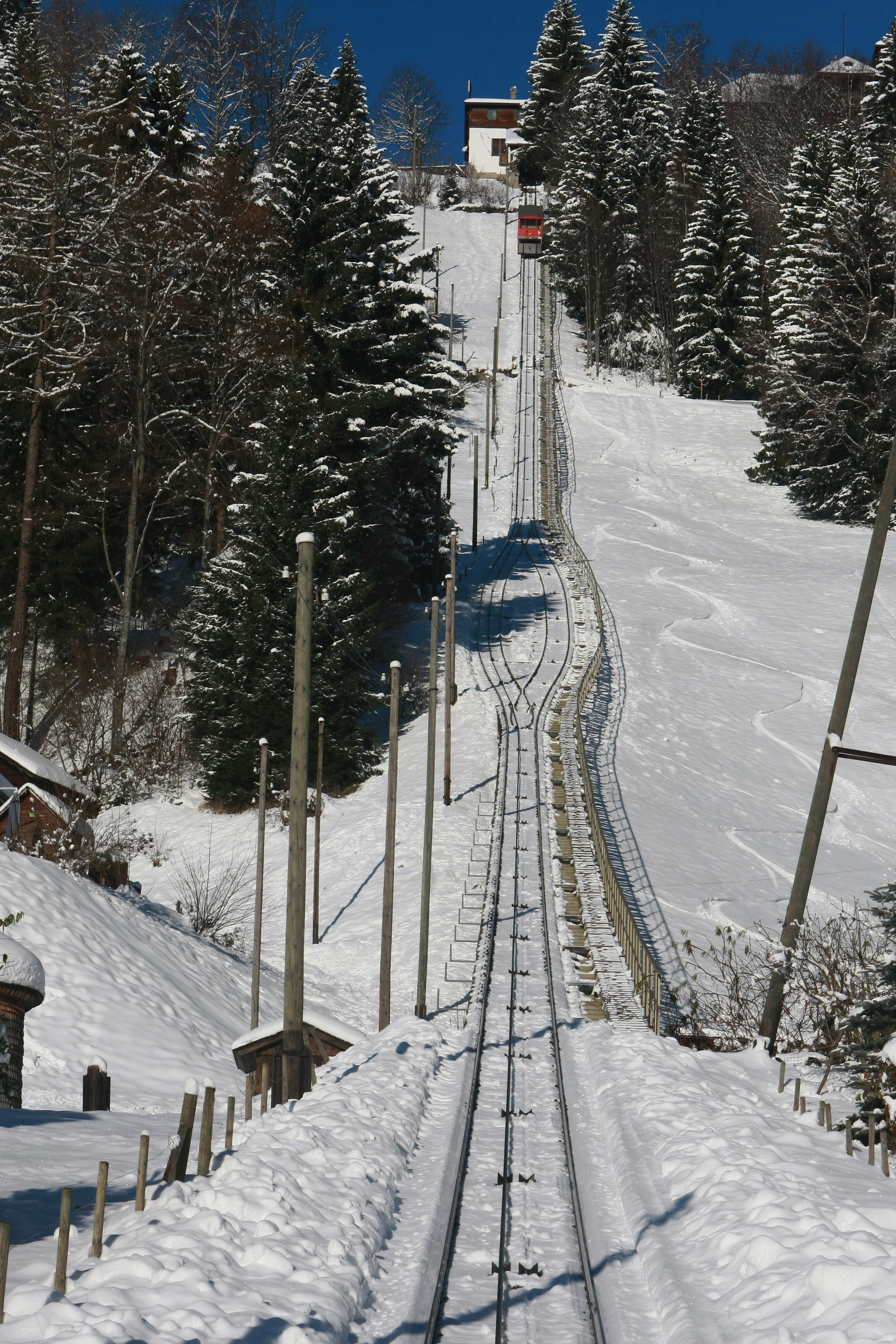
Standseilbahn nach Sonloup im Winter
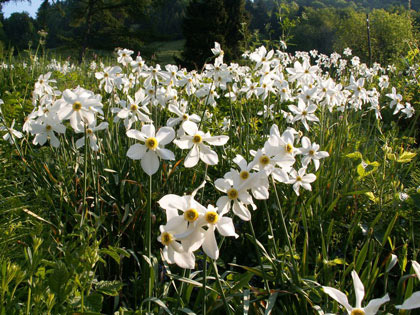
Les Avants ist bekannt für seine Narzissenfelder
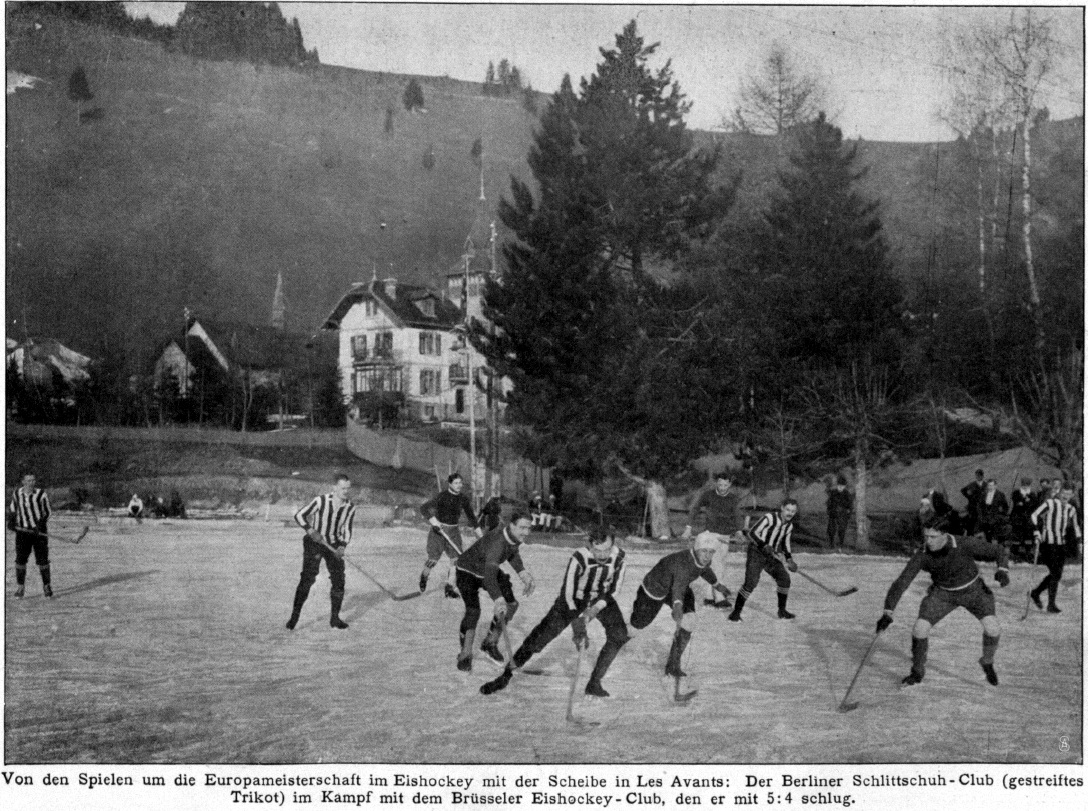
Spielszene, Eishockey-EM 1910
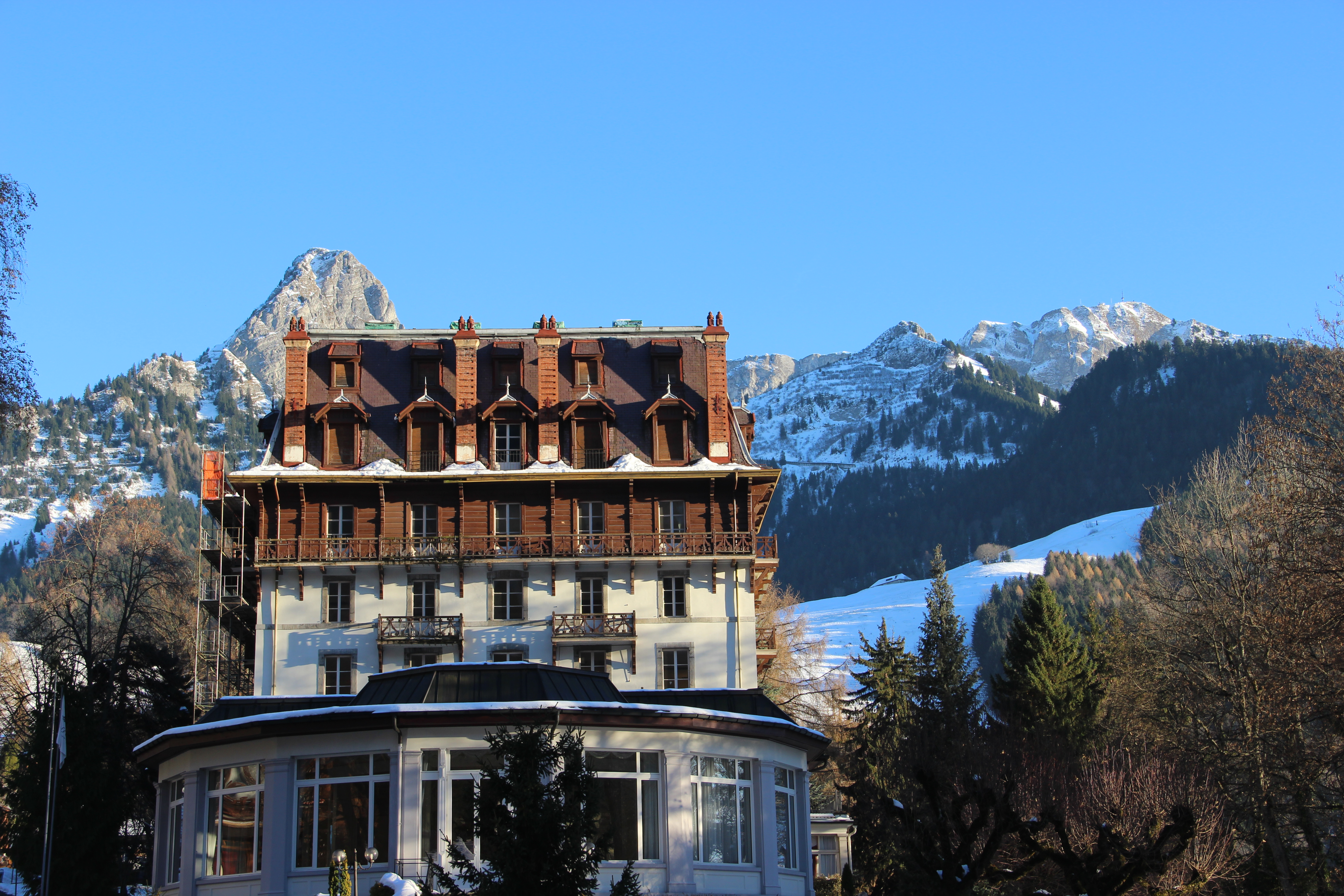
Grand Hôtel, heute Mädchenschule

## Persönlichkeiten
- Alain L. de Weck (1928–2013), Schweizer Immunologe, geboren in Les Avants